# 홍천 수타사 목조관음보살좌상과 복장유물
홍천 수타사 목조관음보살좌상과 복장유물(洪川 壽陀寺 木造觀音菩薩坐像과 腹藏遺物)은 대한민국 강원특별자치도 홍천군 수타사에 있는 조선시대의 불상과 복장유물이다. 2016년 11월 4일 강원특별자치도의 유형문화재 제175호로 지정되었다가, 2016년 11월 11일 문화재 지정번호가 제176호로 정정되었다.

## 개요
이 불상의 복장에서 발견된 조성발원문에 따르면 이 불상은 1758년(건륭23) 5월에 강원도 홍천 공작산 수타사 옥수암에서 화승 순경(順瓊), 덕순(德淳)에 의해 제작되었음이 확인된다. 불상을 조성한 화승 순경과 덕순은 1739년에 수화승 초흠과 《서울 학림사 괘불도》를 조성한 화승들이다. 불교조각사에서 18세기 중반은 불상의 조성과 개금에 불화승들이 점차 참여하게 된다. 순경이 제작한 목조보살좌상은 ‘《보은 법주사 원통보전 목조보살좌상》(1655년, 조각승 혜희), 《공주 마곡사 청련암 목조관음보살좌상》(1701년, 조각승 마일)과 비교해보면 신체비율에서 머리가 차지하는 비율이 커지고 대의자락이 도식적으로 변하였으며, 얼굴 이목구비는 타원형에서 방형으로 변하게 된다. 이와 같이 18세기 중반 불화승들이 제작한 불상은 앞선 시기 조각승들이 제작한 불상보다 인상이나 대의처리 등이 단순하다. 이 불상은 조각수법이 우수하고, 발원문을 통해 조성연대와 작가 등을 명확히 알 수 있는 기년명 불상이며, 다리니ㆍ후령통 등의 복장유물을 동반하고 있는 등 불교미술사적 가치가 우수하다는 점에서 지정 보존가치가 있다.

## 참고 자료
- 홍천 수타사 목조관음보살좌상과 복장유물 - 국가유산청 국가유산포털